# Leichtathletik-Hallenasienmeisterschaften 2006
Die 2. Leichtathletik-Hallenasienmeisterschaften fanden zwischen dem 10. und 12. Februar 2006 in der thailändischen Hauptstadt Bangkok statt.

## Ergebnisse Männer

### 60 m
| Platz | Athlet                 | Land | Zeit (s) |
| ----- | ---------------------- | ---- | -------- |
| 1     | Gong Wei               | CHN  | 6,64 CR  |
| 2     | Wachara Sondee         | THA  | 6,65 NR  |
| 3     | Wjatscheslaw Murawjow  | KAZ  | 6,67 PB  |
| 4     | Ekkachai Janthana      | THA  | 6,71 PB  |
| 5     | Sompote Suwannarangsri | THA  | 6,74 SB  |
| 6     | Witali Medwedew        | KAZ  | 6,76     |
| 7     | Pang Guibin            | CHN  | 6,79     |
| 8     | Chiang Wai Hung        | HKG  | 7,14     |

Finale: 10. Februar

### 400 m
| Platz | Athlet                  | Land | Zeit (s) |
| ----- | ----------------------- | ---- | -------- |
| 1     | Mohamed Salim al-Rawahi | OMA  | 47,90 NR |
| 2     | Jukkatip Pojaroen       | THA  | 48,62    |
| 3     | Jewgeni Meleschenko     | KAZ  | 48,65    |
| 4     | Supachai Phachsay       | THA  | 48,73    |
| 5     | Mohd Zafril Zuslaini    | MAS  | 51,38    |
|       | Humoud al-Saad          | KUW  | DNS      |

10. Februar

### 800 m
| Platz | Athlet              | Land | Zeit (min) |
| ----- | ------------------- | ---- | ---------- |
| 1     | Salem Amer al-Badri | QAT  | 1:50,93 PB |
| 2     | Adam Abdu Adam Ali  | QAT  | 1:51,29 PB |
| 3     | Ghamanda Ram        | IND  | 1:51,45    |
| 4     | Alexander Basajew   | TJK  | 1:55,10 NR |
| 5     | Jayakumar Dewarajoo | MAS  | 1:55,49 NR |
| 6     | Sasikumar Mohan     | MAS  | 2:03,68    |

Finale: 11. Februar

### 1500 m
| Platz | Athlet                | Land | Zeit (min) |
| ----- | --------------------- | ---- | ---------- |
| 1     | Daham Najim Bashir    | QAT  | 3:44,04 CR |
| 2     | Saleh Marzooq Bakheet | BHR  | 3:46,29 NR |
| 3     | Pritam Bind           | IND  | 3:47,23 NR |
| 4     | Chatholi Hamza        | IND  | 3:47,26 PB |
| 5     | Ishaq Isa Abedeen     | BHR  | 3:51,19 PB |
| 6     | Yang Anyue            | CHN  | 3:54,46    |
| 7     | Teerachai Rayabsri    | THA  | 3:56,12 NR |
|       | Patikarn Pechsricha   | THA  | 4:01,89    |

Finale: 12. Februar

### 3000 m
| Platz | Athlet               | Land | Zeit (min)    |
| ----- | -------------------- | ---- | ------------- |
| 1     | Saif Saaeed Shaheen  | QAT  | 7:39,77 CR AR |
| 2     | Tareq Mubarak Taher  | BHR  | 7:49,84 AJR   |
| 3     | Aadam Ismaeel Khamis | BHR  | 7:50,10 PB    |
| 4     | Denis Bagrew         | KGZ  | 8:11,26 NR    |
| 5     | Ajmal Amirow         | TJK  | 8:20,92 PB    |
| 6     | Boonthung Srisung    | THA  | 8:37,69       |
| 7     | Amnuay Tongmit       | THA  | 8:50,66       |
| 8     | Jauhari Johan        | INA  | 9:01,99 NR    |

11. Februar

### 60 m Hürden
| Platz | Athlet              | Land | Zeit (s) |
| ----- | ------------------- | ---- | -------- |
| 1     | Liu Lilu            | CHN  | 7,79 PB  |
| 2     | Chen Ming           | CHN  | 7,84 PB  |
| 3     | Mohd Faiz Mohamad   | MAS  | 7,91 NR  |
| 4     | Tang Hon Sing       | HKG  | 8,10 SB  |
| 5     | Suphan Wongsriphuck | THA  | 8,14     |

11. Februar

### 4 × 400-m-Staffel
| Platz    | Land                                                                              | Athleten                                                           | Zeit (s)   |
| -------- | --------------------------------------------------------------------------------- | ------------------------------------------------------------------ | ---------- |
| 1        | Thailand                                                                          | Banjong Lachua Jukkatip Pojaroen Tulapong Sutaso Supachai Phachsay | 3:15,53 CR |
|          | Kuwait                                                                            | Aissa al-Yoha Jarah al-Khadher Saleh al-Haddad Humoud al-Saad      | DSQ        |
| Malaysia | Ravindran Shanmuganathan Jayakumar Dewarajoo Sasikumar Mohan Mohd Zafril Zuslaini | DSQ                                                                |            |

12. Februar

### Hochsprung
| Platz | Athlet                   | Land | Höhe (m) |
| ----- | ------------------------ | ---- | -------- |
| 1     | Naoyuki Daigo            | JPN  | 2,17     |
| 2     | Salem Nasser Bakheet     | BHR  | 2,13 NR  |
| 3     | Huang Haiqiang           | CHN  | 2,13 SB  |
| 4     | Yoshihiro Edo            | JPN  | 2,13 PB  |
| 5     | Sergei Sassimowitsch     | KAZ  | 2,13     |
| 6     | Chokchai Jirasukrujee    | THA  | 2,09 SB  |
| 7     | Ahmad Najwan Aqra Hassam | MAS  | 2,13 SB  |
| 8     | Salem al-Anezi           | KUW  | 2,05 SB  |

10. Februar

### Stabhochsprung
| Platz | Athlet                 | Land | Höche (m) |
| ----- | ---------------------- | ---- | --------- |
| 1     | Daichi Sawano          | JPN  | 5,60 CR   |
| 2     | Yang Yansheng          | CHN  | 5,40 SB   |
| 3     | Alexander Achmedow     | KAZ  | 5,30      |
| 4     | Takehito Ariki         | JPN  | 5,20 SB   |
| 5     | Ali al-Sabagha         | KUW  | 5,10 NR   |
| 6     | Amnat Kunpadit         | THA  | 5,00 NR   |
| 7     | Fahed al-Mershad       | KUW  | 4,90 SB   |
| 8     | Sompong Soombankruay   | THA  | 4,75      |
| 8     | Pichitopl Singthonghon | JPN  | 4,75 NJR  |

11. Februar

### Weitsprung
| Platz | Athlet               | Land | Weite (m) |
| ----- | -------------------- | ---- | --------- |
| 1     | Zhang Xin            | CHN  | 7,76 PB   |
| 2     | Daisuke Arakawa      | JPN  | 7,75 SB   |
| 3     | Saleh al-Haddad      | KUW  | 7,52 NR   |
| 4     | Supawat Klanjai      | THA  | 7,38 NR   |
| 5     | Shahrul Amri Suhaimi | MAS  | 7,33 NR   |
| 6     | Kittisak Sukon       | THA  | 7,33 PB   |
| 7     | Chao Chih-chien      | TPE  | 7,18 SB   |
| 8     | Khalil al-Hanahneh   | JOR  | 7,17 NR   |

10. Februar

### Dreisprung
| Platz | Athlet             | Land | Weite (m) |
| ----- | ------------------ | ---- | --------- |
| 1     | Roman Walijew      | KAZ  | 16,24     |
| 2     | Mohammad Hazzory   | SYR  | 16,20 SB  |
| 3     | Jewgeni Ektow      | KAZ  | 15,93     |
| 4     | Nattaporn Namkanha | THA  | 15,76 SB  |
| 5     | Kittisak Sukon     | THA  | 15,70     |
| 6     | Warunyou Khongnii  | THA  | 15,19 NJR |

12. Februar

### Kugelstoßen
| Platz | Athlet              | Land | Weite (m) |
| ----- | ------------------- | ---- | --------- |
| 1     | Sarayudh Pinitjit   | THA  | 17,49 PB  |
| 2     | Meshari Suroor Saad | KUW  | 17,29 NJR |
| 3     | Sergei Rubzow       | KAZ  | 16,89     |
| 4     | Sourabh Vij         | IND  | 16,88 PB  |
| 5     | Chatchawal Polyemg  | THA  | 16,15     |
| 6     | Vansavang Savatdee  | THA  | 15,74 PB  |

12. Februar

### Siebenkampf
| Platz | Athlet              | Land | Punkte     |
| ----- | ------------------- | ---- | ---------- |
| 1     | Pawel Dubizki       | KAZ  | 5619 CR SB |
| 2     | Hsiao Szu-pin       | TPE  | 5563 NR    |
| 3     | Pavel Andreyev      | UZB  | 5421 SB    |
| 4     | Hiromasa Tanaka     | JPN  | 5340 PB    |
| 5     | Rifat Ortiqov       | UZB  | 5061 SB    |
| 6     | Meng Hsiang-tsu     | TPE  | 4887 PB    |
| 7     | Ahmad Hassan Moussa | QAT  | 4651 NR    |
| 8     | Pakawat Hernmek     | THA  | 5591 PB    |

11./12. Februar

## Ergebnisse Frauen

### 60 m
| Platz | Athletin         | Land | Zeit (s) |
| ----- | ---------------- | ---- | -------- |
| 1     | Nongnuch Sanrat  | THA  | 7,48     |
| 2     | Sangwan Jaksunin | THA  | 7,54     |
| 3     | Orranut Klomdee  | THA  | 7,59 SB  |
| 4     | Liu Li           | CHN  | 7,61     |
| 5     | Wan Kin Yee      | HKG  | 7,75     |
| 6     | Chan Ho Yee      | HKG  | 7,89     |
| 7     | Gretta Taslakian | LBN  | 7,91     |
| 8     | Naseem Hameed    | PAK  | 7,93     |

Finale: 10. Februar

### 400 m
| Platz | Athletin           | Land | Zeit (s) |
| ----- | ------------------ | ---- | -------- |
| 1     | Anna Gawrjuschenko | KAZ  | 54,89    |
| 2     | Saowalee Kaewchuay | THA  | 55,15    |
| 3     | Marina Iwanowa     | KAZ  | 57,26    |
| 4     | Treewadee Yongphan | THA  | 57,38    |
| 5     | Waeota Khongchan   | THA  | 58,32 PB |

11. Februar

### 800 m
| Platz | Athletin            | Land | Zeit (min)    |
| ----- | ------------------- | ---- | ------------- |
| 1     | Zamira Amirova      | UZB  | 2:07,01 CR SB |
| 2     | Sinimole Paulose    | IND  | 2:07,39 SB    |
| 3     | Wiktorija Jalowzewa | KAZ  | 2:08,92 SB    |
| 4     | Yang Xiaocui        | CHN  | 2:09,13       |
| 5     | Buatip Boonprasert  | THA  | 2:15,83       |
| 6     | Vally Michael       | MAS  | 2:23,22       |

Finale: 10. Februar

### 1500 m
| Platz | Athletin            | Land | Zeit (min) |
| ----- | ------------------- | ---- | ---------- |
| 1     | Sinimole Paulose    | IND  | 4:18,29 CR |
| 2     | Jaisha Orchatteri   | IND  | 4:18,50    |
| 3     | Swetlana Lukaschewa | KAZ  | 4:19,50    |
| 4     | Sun Qiuhong         | CHN  | 4:35,04 SB |
| 5     | Sonthiya Saiweaw    | THA  | 5:13,72 NR |
| 6     | Fathmath Hasma      | MDV  | 5:34,68 NR |

12. Februar

### 3000 m
| Platz | Athletin            | Land | Zeit (min)    |
| ----- | ------------------- | ---- | ------------- |
| 1     | Zhu Xiaolin         | CHN  | 9:25,60 CR SB |
| 2     | Sun Weiwei          | CHN  | 9:25,69 PB    |
| 3     | Jaisha Orchatteri   | IND  | 9:26,72 NR    |
| 4     | Kareema Saleh Jasim | BHR  | 9:28,90 NR    |
| 5     | Preeja Sreedharan   | IND  | 9:36,44 SB    |
| 6     | Rini Budiarti       | INA  | 9:49,75 NR    |

11. Februar

### 60 m Hürden
| Platz | Athletin             | Land | Zeit (s) |
| ----- | -------------------- | ---- | -------- |
| 1     | Zhang Rong           | CHN  | 8,40 SB  |
| 2     | Natalja Iwoninskaja  | KAZ  | 8,49     |
| 3     | Dedeh Erawati        | INA  | 8,54 NR  |
| 4     | Liu Jing             | CHN  | 8,55 SB  |
| 5     | Leung Shuk Wa        | HKG  | 8,83 PB  |
| 6     | Wallapa Pansoongneun | THA  | 8,87     |
| 7     | Fadwa al-Bouza       | SYR  | 8,94 SB  |

11. Februar

### 4 × 400-m-Staffel
| Platz | Land       | Athletinnen                                                                      | Zeit (min)    |
| ----- | ---------- | -------------------------------------------------------------------------------- | ------------- |
| 1     | Kasachstan | Swetlana Lukaschewa Marina Iwanowa Wiktorija Jalowzewa Anna Gawrjuschenko        | 3:41,39 CR NR |
| 2     | Thailand   | Yuangjan Panthakarn Saowalee Kaewchuay Sunantha Kinnareewong Wassana Winatho     | 3:42,28 NR    |
| 3     | Indien     | Korda Maridula Sinimole Paulose Rupinder Kaur C. Bhubneshwari                    | 3:53,24       |
| 4     | Laos       | Phetsamone Paseuthsay Philaylack Sackpraseuth Phody Sithideth Sayloung Inthavong | 4:40,97 NR    |

12. Februar

### Hochsprung
| Platz | Athletin          | Land | Höhe (m)   |
| ----- | ----------------- | ---- | ---------- |
| 1     | Marina Aitowa     | KAZ  | 1,93 CR SB |
| 2     | Tatjana Jefimenko | KGZ  | 1,91       |
| 2     | Svetlana Radzivil | UZB  | 1,91 AJR   |
| 4     | Miyuki Fukumoto   | JPN  | 1,85 =PB   |
| 5     | Nadiya Dusanova   | UZB  | 1,78       |
| 6     | Gu Xuan           | CHN  | 1,74       |
| 7     | Yuki Mimura       | JPN  | 1,74 NJR   |

12. Februar

### Stabhochsprung
| Platz | Athletin         | Land | Höche (m) |
| ----- | ---------------- | ---- | --------- |
| 1     | Ikuko Nishikori  | JPN  | 4,20 =CR  |
| 2     | Mami Nakano      | JPN  | 4,10      |
| 3     | Sun Lei          | CHN  | 4,00 SB   |
| 4     | Pasuta Wongwieng | THA  | 3,40 NR   |

10. Februar

### Weitsprung
| Platz | Athletin           | Land | Weite (m) |
| ----- | ------------------ | ---- | --------- |
| 1     | Maho Hanaoka       | JPN  | 6,40 CR   |
| 2     | Anju Bobby George  | IND  | 6,32      |
| 3     | Olessja Beljajewa  | KAZ  | 6,29 PB   |
| 4     | Yuka Satō          | JPN  | 5,91 PB   |
| 5     | Rima Taha          | JOR  | 5,85 NR   |
| 6     | Warunee Kittirihun | THA  | 5,36      |

11. Februar

### Dreisprung
| Platz | Athletin          | Land | Weite (m)   |
| ----- | ----------------- | ---- | ----------- |
| 1     | Jelena Parfjonowa | KAZ  | 13,91 CR NR |
| 2     | Olessja Beljajewa | KAZ  | 13,33       |
| 3     | Thitima Muangjan  | THA  | 12,64       |

10. Februar

### Kugelstoßen
| Platz | Athletin            | Land | Weite (m) |
| ----- | ------------------- | ---- | --------- |
| 1     | Qian Chunhua        | CHN  | 17,12 SB  |
| 2     | Juttaporn Krasaeyan | THA  | 15,34     |
| 3     | Hamida al-Habsi     | OMA  | 09,87 NR  |

12. Februar

### Fünfkampf
| Platz | Athletin        | Land | Punkte     |
| ----- | --------------- | ---- | ---------- |
| 1     | Olga Rypakowa   | KAZ  | 4582 CR AR |
| 2     | Liu Haili       | CHN  | 4220 PB    |
| 3     | Wassana Winatho | THA  | 4168 NR    |
| 4     | Yuki Nakata     | JPN  | 4037 SB    |
| 5     | Yuliya Tarasova | UZB  | 4004 NR    |
| 6     | Fadwa al-Bouza  | IRQ  | 3251 NR    |

10. Februar

## Medaillenspiegel
| Medaillenspiegel | Medaillenspiegel    | Medaillenspiegel | Medaillenspiegel | Medaillenspiegel | Medaillenspiegel |
| Platz            | Land                | Gold             | Silber           | Bronze           | Gesamt           |
| ---------------- | ------------------- | ---------------- | ---------------- | ---------------- | ---------------- |
| 01               | Kasachstan          | 7                | 2                | 9                | 18               |
| 02               | Volksrepublik China | 6                | 4                | 2                | 12               |
| 03               | Japan               | 4                | 2                | 0                | 6                |
| 04               | Thailand            | 3                | 6                | 3                | 12               |
| 05               | Katar               | 3                | 1                | 0                | 4                |
| 06               | Indien              | 1                | 3                | 4                | 8                |
| 07               | Usbekistan          | 1                | 0                | 2                | 3                |
| 08               | Oman                | 1                | 0                | 1                | 2                |
| 09               | Bahrain             | 0                | 3                | 1                | 4                |
| 10               | Kuwait              | 0                | 1                | 1                | 1                |
| 11               | Chinesisch Taipeh   | 0                | 1                | 0                | 1                |
| 11               | Kirgisistan         | 0                | 1                | 0                | 1                |
| 11               | Syrien              | 0                | 1                | 0                | 1                |
| 14               | Indonesien          | 0                | 0                | 1                | 1                |
| 14               | Malaysia            | 0                | 0                | 1                | 1                |
| Gesamt           | Gesamt              | 26               | 25               | 25               | 76               |